# Holque

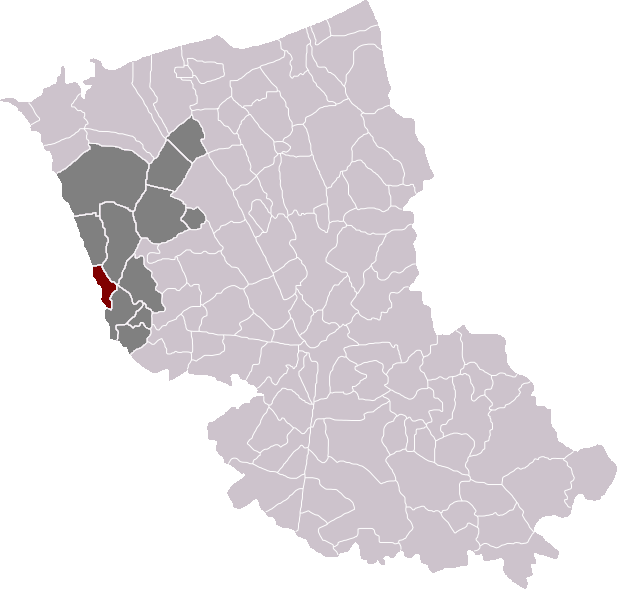
Localització de Holque

Holque (en neerlandès Holke) és un municipi francès, situat a la regió dels Alts de França, al departament del Nord, que forma part de la Westhoek. L'any 2006 tenia 958 habitants.

## Demografia
| 1962                                       | 1968 | 1975 | 1982 | 1990 | 1999 |
| ------------------------------------------ | ---- | ---- | ---- | ---- | ---- |
| 537                                        | 558  | 555  | 812  | 883  | 894  |
| Des de 1962: població sense dobles comptes |      |      |      |      |      |

## Administració
| Període   | Identitat       | Partit |
| --------- | --------------- | ------ |
| 1988-2008 | Bernard Cadart  |        |
| 2008-     | Fabrice Lamiaux |        |